# كأس ولي العهد 1999–2000
كأس ولي العهد 1999–2000 هي النسخة السابعة من بطولة كأس ولي العهد الكويتي، والتي أقيمت في موسم 1999–2000.
أستطاع نادي العربي الكويتي بأن يفوز بلقب المسابقة للمرة الرابعة في آخر خمسة مواسم وفي تاريخه أيضا. بعدما تغلب في المباراة النهائية على نادي كاظمة بنتيجة 2-1. سجل للعربي كلاوديو مينديز، فيصل بورقبه (هدف ذهبي). بينما سجل لكاظمة اللاعب نواف الحميدان.